# Chiyori Tateno
Chiyori Tateno (Moriguchi, 25 de junio de 1970) es una deportista japonesa que compitió en judo.
Participó en los Juegos Olímpicos de Barcelona 1992, obteniendo una medalla de bronce en la categoría de –56 kg. Ganó dos medallas en el Campeonato Mundial de Judo en los años 1993 y 1997, y tres medallas en el Campeonato Asiático de Judo entre los años 1991 y 1996.

## Palmarés internacional
| Juegos Olímpicos    | Juegos Olímpicos             | Juegos Olímpicos  | Juegos Olímpicos |
| Año                 | Lugar                        | Medalla           | Categoría        |
| ------------------- | ---------------------------- | ----------------- | ---------------- |
| 1992                | Barcelona (España)           | Medalla de bronce | –56 kg           |
| Campeonato Mundial  |                              |                   |                  |
| Año                 | Lugar                        | Medalla           | Categoría        |
| 1993                | Hamilton (Canadá)            | Medalla de plata  | –56 kg           |
| 1997                | París (Francia)              | Medalla de bronce | –56 kg           |
| Campeonato Asiático |                              |                   |                  |
| Año                 | Lugar                        | Medalla           | Categoría        |
| 1991                | Osaka (Japón)                | Medalla de plata  | –56 kg           |
| 1995                | Nueva Delhi (India)          | Medalla de plata  | –56 kg           |
| 1996                | Ciudad Ho Chi Minh (Vietnam) | Medalla de bronce | –56 kg           |